# Bogusław Aleksander Maciejewski
Bogusław Aleksander Maciejewski (ur. 1946) – polski onkolog, dr hab. nauk medycznych, profesor zwyczajny Centrum Onkologii – Instytutu im. Marii Skłodowskiej-Curie Oddziału w Gliwicach.

## Życiorys
W 1970 ukończył studia medyczne w Śląskiej Akademii Medycznej w Katowicach. W 1980 obronił pracę doktorską pt. Wartość kliniczna trzech wskaźników równoważności dawek promieniowania /NSD, TDF, CRE/ w leczeniu chorych na raka krtani, otrzymując doktorat, a w 1987 uzyskał stopień doktora habilitowanego na podstawie rozprawy zatytułowanej Ocena radiobiologicznych i kinetycznych wskaźników promieniowrażliwości i promieniouleczalności przerzurów raka płaskonabłonkowego nagłoścni do węzłów chłonnych szyi. 11 maja 1993 nadano mu tytuł profesora nauk medycznych.
Pełni funkcję profesora zwyczajnego w Centrum Onkologii Instytutu im. Marii Skłodowskiej-Curie Oddziału w Gliwicach oraz przewodniczącego Polskiego Towarzystwa Radioterapii Onkologicznej.

## Życie prywatne
Jego synem jest Adam Maciejewski chirurg, prof. dr hab. n. med.

## Wybrane publikacje
- Pitfals in IMRT Treatment Planning with the Cadplan – Helios System[2]
- 2005: Randomized Clinical trial on continuous 7-day-a-week postoperative radiotherapy for high-risk squamous cell head-and-neck cancer: A report on acute normal tissue reactions[2]
- 2005: New method of targeted intraoperative radiotherapy using the orthovoltage photon radiosurgery system[2]
- 2008: Methylation of the MGMT and p16 genes in sporadic colorectal carcinoma and corresponding normal colonic mucosa[2]
- 2009: Does incidental irradiation with doses below 50Gy effectively reduce isolated nodal failures in non-small-cell lung cancer: Dose-Response relationship[2]
- 2009: Effects of short-and long-term efficacy of percutaneous transluminal renal angioplasty with or without intravascular brachytherapy on regression of left ventricular hypertrophy in patients with renovascular hypertension[2]